# Danske mesterskaber i atletik 1958
Danske mesterskaber i atletik 1958 var det 65. danske mesterskab i atletik. 

## Mænd
| Disciplin              | Guld                                    | Sølv                                             | Bronze                                    |
| ---------------------- | --------------------------------------- | ------------------------------------------------ | ----------------------------------------- |
| 100 meter              | Peter Rasmussen Randers Freja 10.7      | Erik Madsen Esbjerg AF 11.1                      | Frank Sillesen Århus Fremad 11.1          |
| 200 meter              | Peter Rasmussen Randers Freja 22.6      | Erik Madsen Esbjerg AF 22.6                      | Frank Sillesen Århus Fremad 23.0          |
| 400 meter              | Alex Frandsen Frederiksberg IF 50.9     | Peter Hansen Kolding IF 51.3                     | Willy Petersen Stjernen 51.6              |
| 800 meter              | Walther Bruun Jensen Odense GF 1:57.5   | Kjeld Roholm Ben Hur 1:57.5                      | Preben Kristensen Frederiksberg IF 1:58.0 |
| 1500 meter             | Benny Stender IFK Aalborg 3:59.2        | John Schmidt Københavns IF 3:59.7                | Walther Bruun Jensen Odense GF 4:00.3     |
| 5000 meter             | Thyge Thøgersen IF Gullfoss 14:44.0     | Poul Jensen AIK Vejgård 14:45.2                  | Svend Erik Schmidt Viborg AF 15:01.4      |
| 10.000 meter           | Thyge Thøgersen IF Gullfoss 30:09.6     | Johannes Lauridsen AIK Vejgård 31:23.2           | Kjeld Jensen AIK Vejgård 31:41.8          |
| Maraton                | Arthur Hansen Tønder SF 2:45.44         | ?                                                | ?                                         |
| 110 meter hæk          | Erik Christensen Randers Freja 15.4     | Henning Andersen IF Sparta 15.5                  | Erik Nissen Århus Fremad 15.7             |
| 400 meter hæk          | Preben Kristensen Frederiksberg IF 57.0 | Andreas Gydesen Haderslev IF 57.9                | Kaj Nielsen Københavns IF 59.2            |
| 3000 meter forhindring | Bjarne Pedersen Helsingør IF 9:25.0     | Kurt Haslund Ben Hur 9:31.8                      | Niels Søndergaard Kalundborg IF 9:32.6    |
| Højdespring            | Niels Breum Skovbakken 1,80             | Ole Thomsen Horsens forenede Sportsklubber 1,75  | Jørgen Christensen Københavns IF 1,70     |
| Stangspring            | Richard Larsen AIK 95 4,15              | Poul Knudsen IF Sparta 3,60                      | Ove Jensen Københavns IF 3,50             |
| Længdespring           | Richard Larsen AIK 95 6,65              | Poul Nielsen Københavns IF 6,64                  | Henning Andersen IF Sparta 6,57           |
| Trespring              | Robert Lindholm Københavns IF 14,10     | Steen Bay Jørgensen Ben Hur 13,97                | Finn Nielsen Ben Hur 13,77                |
| Kuglestød              | Aksel Thorsager PI 15,41                | Andreas Michaelsen Åbyhøj GIF 13,81              | Bent Laursen Frederiksberg IF 12,49       |
| Diskoskast             | Andreas Michaelsen Åbyhøj GIF 46,50     | Jørgen Munk Plum Københavns IF 45,27             | Poul Cederquist PI 42,06                  |
| Hammerkast             | Poul Cederquist PI 53,33                | Erik Lilholm IF Gullfoss 51,07                   | Orla Bang Esbjerg AF 49,55                |
| Spydkast               | Thomas Block PI 60,76                   | Ole Thomsen Horsens forenede Sportsklubber 60,51 | John Viggo Jensen FIF Hillerød 60,38      |
| Vægtkast               | Poul Cederquist PI 16,77                | Svend Aage Frederiksen Nyborg GIF 15,77          | Anders Dons Vejle IF 14,9?                |
| 4 x 100 meter          | AIK 1895 44.4                           | Frederiksberg IF 44.4                            | Randers Freja 44.7                        |
| 4 x 400 meter          | Frederiksberg IF 3:20.6                 | IFK Aalborg 3:21.9                               | Århus Fremad 3:25.4                       |
| 30km gang              | Erik Reib Helsingør IF 2.49.02          | Jens Sorring Freja Odense 2.57.00                | Bent Sørensen Amager IF 3.09.30           |
| 8km cross              | Poul Jensen Kammeraterne, Aalborg 21.41 | ?                                                | ?                                         |
| 8km cross hold         | AIK Vejgård                             | ?                                                | ?                                         |

## Kvinder
| Disciplin     | Guld                                | Sølv                                     | Bronze                                |
| ------------- | ----------------------------------- | ---------------------------------------- | ------------------------------------- |
| 100 meter     | Vivi Markussen Aalborg FF 12.3      | Ani Nielsen Ben Hur 12.4                 | Tove Larsen Esbjerg AF 12.5           |
| 200 meter     | Vivi Markussen Aalborg FF 25.5      | Ani Nielsen Ben Hur 26.3                 | Tove Larsen Esbjerg AF 26.5           |
| 800 meter     | Jytte Kort Amager IF 2:20.0         | Lis Carlsen SAGA 2:25.4                  | Gunnie Nortov Frederiksberg IF 2:42.3 |
| 80 meter hæk  | Bodil Nørgaard Skive IK 12.2        | Birthe Kristiansen Frederiksberg IF 12.6 | Tove Larsen Esbjerg AF 12.7           |
| Højdespring   | Karen Inge Halkier Skovbakken 1,55  | Vibeke Nielsen Københavns IF 1,48        | Birthe Andersen Åbyhøj 1,48           |
| Længdespring  | Sonja Nielsen FIF Hillerød 5,28     | Birthe Andersen Åbyhøj 5,23              | Lis Frederiksen Viborg AF 5,17        |
| Kuglestød     | Karen Inge Halkier Skovbakken 13,23 | Esther Hansen Helsingør IF 10,74 ???     | Lis Frederiksen Viborg AF 11,48       |
| Diskoskast    | Karen Inge Halkier Skovbakken 41,35 | Bodil Nørgaard Skive IK 36,14            | Kamma Rægaard Jensen Thisted IK 35,64 |
| Slyngboldkast | Karen Inge Halkier Skovbakken ?     | ?                                        | ?                                     |
| Spydkast      | Lise Koch Skovbakken 46,87          | Lily Kelsby AIK 95 42,86                 | Ellen Kortsen Frederiksberg IF 41,58  |
| Ottekamp      | Bodil Nørgaard Skive IK 5668p       |                                          |                                       |
| 4 x 100 meter | Aalborg FF 51.8                     | AIK 95 52.2                              | Esbjerg AF 52.4                       |